# Liste der Straßen und Plätze in Flensburg/W
| Name                                           | Hintergrund | Koordinate                                                       | Schild |
| ---------------------------------------------- | --- | ---------------------------------------------------------------- | ------ |
| Wacholderbogen Enebærbuen                      | Wird von den Flensburgern nach seiner Gestalt in den kleinen Wacholderbogen (westlich der Rabenslücke) und den großen Wacholderbogen (östlich der Rabenslücke) eingeteilt. | Lage, Mürwik (PLZ 24944)                                         |        |
| Wachtelhof                                     | Benannt nach der Vogelart Wachtel. Ein besonderer Hintergrund liegt nicht vor. Weitere Straßen der Gegend sind ebenfalls nach Vogelarten benannt. | Lage, Nordstadt (PLZ 24939)                                      |        |
| Waitzstraße Waitz’ Gade                        | Benannt nacht Georg Waitz. | Lage, Sandberg (PLZ 24937)                                       |        |
| Waldeckestraße Skovkrogsgade                   | Nimmt Bezug auf den Klueser Wald, der gleich „um die Ecke“ liegt. | Lage, Nordstadt (PLZ 24939)                                      |        |
| Waldenburger Weg Waldenburgvej                 | Mit dem Ende des Zweiten Weltkrieges kamen viele Flüchtlinge und Heimatvertriebene nach Flensburg. Die Stadt wuchs. Viele Flensburger Straßennamen erinnern an die alte Heimat von Zugewanderten, so auch dieser der nach der gleichnamigen Stadt in Schlesien dem heutigen Wałbrzych benannt wurde, wo sich die Burg Nowy Dwór, deutsch Burg Neuhaus oder auch Waldenburg genannt, einst befand. | Lage, Fruerlund (PLZ 24943)                                      |        |
| Waldstraße Skovgade                            | Die Straße führt zum Wald, genauer zur Marienhölzung. | Lage, Westliche Höhe (PLZ 24939)                                 |        |
| Walter-Flex-Weg Walter Flex Vej                | Benannt nach Walter Flex. — 1949 wurde der flüchtige Nazi Werner Heyde, der sich maßgeblich an den Euthanasieverbrechen beteiligt hatte, und sich Dr. med. Fritz Sawade nannte, an der Sportschule als Sportarzt eingestellt. Im Stadtteil Westliche Höhe, in dem nach dem Krieg eine ganze Anzahl von Nazis sich niedergelassen hatten, erwarb er im Walter-Flex-Weg 16 ein Reihenhaus. Erst im Jahr 1959 wurde Werner Heyde enttarnt. Vor der zu erwartenden Verhaftung setzte er sich nach Frankfurt ab. Dort wurde er schließlich verhaftet. Bevor er verurteilt werden konnte, nahm er sich das Leben. | Lage, Westliche Höhe (PLZ 24939)                                 |        |
| Wasserloos Vandløse                            | Siehe Wasserloos | Lage, Engelsby (PLZ 24943)                                       |        |
| Wasserlooser Weg Vandløsevej                   | Siehe Wasserloos sowie Kiefernweg | Lage, Mürwik (PLZ 24944)                                         |        |
| Wasserlooslück                                 | Siehe Wasserloos | Lage, Mürwik (PLZ 24944)                                         |        |
| Weberstraße Webers Gade                        | Benannt am 5. April 1961 nach dem Komponisten Carl Maria von Weber. Die Straße liegt im westlichen Bereich des Stadtteils Engelsby. Da viel der dortigen Straßen Namen bekannter Komponisten tragen, wird dieser Bereich auch Musikerviertel genannt. | Lage, Engelsby (PLZ 24943)                                       |        |
| Wedinger Weg Vedingvej                         | Weg nach Weding. Seit dem 17. Jahrhundert ist der Wegname bezeugt. | Lage, Weiche (PLZ 24941)                                         |        |
| Weesrieser Weg Vesrisvej                       | Weg zum Weesrier Geholz. | Lage, Engelsby (PLZ 24943)                                       |        |
| Weichselstieg Weichselstien                    | Mit dem Ende des Zweiten Weltkrieges kamen viele Flüchtlinge und Heimatvertriebene nach Flensburg. Die Stadt wuchs. Viele Flensburger Straßennamen erinnern an die alte Heimat von Zugewanderten, so auch dieser. | Lage, Fruerlund (PLZ 24943)                                      |        |
| Weidenbogen Pilebuen                           | Vgl. Weiden | Lage, Tarup (PLZ 24943)                                          |        |
| Weißdornweg Hvidtjørnvej                       | Vgl. Weißdorne | Lage, Tarup (PLZ 24943)                                          |        |
| Weißer Hof                                     | Auf dem ehemaligen Gelände des Bahnhofes Tarup, dem Grundstück Taruper Hauptstraße 60, wurden um 2010, fünfzehn weiße Stadthäuser gebaut. Die direkt an der Taruper Hauptstraße gelegenen weißen Häuser erhielten die Adressen Taruper Hauptstraße 60A–64B. Die dahinter liegenden weißen Häuser sind über eine kleine, ringförmige Straße zu erreichen, welche 2010 den Namen „Weißer Hof“ erhielt. Den dortigen Häusern wurde die Hausnummern 1–7 zugeordnet. | Lage, Tarup (PLZ 24943)                                          |        |
| Weizenstieg                                    | Die abzweigenden Straßen westlich und südlich der Gartenstadtallee wurden mit ihrer Benennung mit verschiedenen Getreidesorten in Zusammenhang gebracht. | Lage, Weiche (PLZ 24941)                                         |        |
| Werftstraße Værftsgade                         | Straße bei der „Alten Werft“ in der Neustadt, die heute von der FFG genutzt wird und nicht weit entfernt von der Schiffswerft der FSG liegt. Ein Teil der Werftstraße wurde 2013 bis 2014 verlegt. | Lage, Neustadt/Nordstadt (PLZ 24939)                             |        |
| Weserstraße Wesergade                          | Nach dem Fluss Weser. 1978 erhielt die Weserstraße offiziell ihren Namen. | Lage, Mürwik (PLZ 24943)                                         |        |
| Westerallee Vestre Allé                        | Der Name bedeutet „westliche Allee“. In Flensburg gibt es außerdem noch eine Norderallee und eine Osterallee. Eine Süderallee existiert bisher nicht. | Lage, Westliche Höhe/Friesischer Berg (PLZ 24937/24941)          |        |
| Westerkoppel Vesterkobbel                      | Der Flurname verweist auf die „westliche Koppel“. | Lage, Mürwik (PLZ 24944)                                         |        |
| Westtangente                                   | Die B200 wird im Stadtbereich Westtangente genannt. Das Gegenstück der westlichen Umgehung ist die später entstandene Osttangente. | Lage, Nordstadt/Westliche Höhe/Weiche/Südstadt (PLZ 24939/24941) |        |
| Wiedeberger Weg Videbjergvej                   | Der Flurname ist schon seit dem 18. Jahrhundert bezeugt. Auf was mit dem Wortlaut „Wiede“ verwiesen wird, ist nicht gesichert. Der Straßenname wurde 1958 von der Gemeindevertretung von Tarup festgelegt und nach der Eingemeindung unverändert übernommen. | Lage, Tarup (PLZ 24943)                                          |        |
| Wielandweg Vølundsvej                          | Benannt nach Christoph Martin Wieland. | Lage, Nordstadt (PLZ 24939)                                      |        |
| Wieselhof                                      | Die Straße wurde nach der Tierart benannt; vgl. Wiesel. Der Straßenname bildet mit den benachbarten Straßennamen eine Gruppe einheimischer, wild lebender Tiere. | Lage, Weiche (PLZ 24941)                                         |        |
| Wiesendanger Weg Wiesendangers Vej             | Nach August Wiesendanger (1877–1957) im Jahr 1959 benannt. Wiesendanger war Schulleiter und Organist in Weiche. | Lage, Weiche (PLZ 24941)                                         |        |
| Wiesentoft Engtoften                           | „Toft“ bedeutet so viel wie „Feld“. In Flensburg gibt es noch weitere Straßen mit dem Wort Toft im Namen, beispielsweise Munketoft. Der Hof Flenstoft war zudem der Vorgängerbau der Duburg.\| | Lage, Mürwik (PLZ 24944)                                         |        |
| Wiesenweg Engvej                               | Dort befand sich eine Wiese. Der volkstümliche Name für den Weg ist seit den 1920er Jahren belegt. | Lage, Mürwik (PLZ 24944)                                         |        |
| Wilhelm-Busch-Winkel Wilhelm Busch Krogen      | Nach Wilhelm Busch benannt. | Lage, Westliche Höhe (PLZ 24939)                                 |        |
| Wilhelm-Dreesen-Bogen                          | Benannt nach Wilhelm Dreesen. | Lage, Nordstadt (PLZ 24939)                                      |        |
| Wilhelm-Mensinga-Straße Wilhelm Mensingas Gade | 1983 wurde die Sackgass beim Christiansenpark nach dem Arzt Wilhelm Mensinga benannt. Die benachbarte Sackgasse wurde zeitgleich nach dem Chirurgen Gerhard Küntscher benannt, aber später, im Jahr 2012, in Schervier-Straße umbenannt; Vgl. dort und dort. | Lage, Friesischer Berg (PLZ 24937)                               |        |
| Wilhelminental Wilhelminedal                   | 1840 baute der Kaufmann und Senator Matthias Holst (1796–1878) dort am Fluss Scherebek eine Wasserölmühle. 1825 hatte Holst mit königlicher Genehmigung seine Cousine Wilhelmine Lilie geheiratet. Die Mühle benannte Holst sodann nach seiner Ehefrau. (Sie war die Tochter von Dr. Wilhelm Gottlieb Lilie, nach dem in Flensburg ebenfalls eine Straße benannt wurde, nämliche die Lilienstraße.) 1854 kam die Ölmühle in den Besitz des Tischlers Bunzen, der sie zu einer Sägemühle umbaute. Ungefähr in den 1920er Jahren musste die Mühle dem Bahndamm weichen, der sich noch heute dort befindet. Nur ein ursprünglich als Lagerhaus genutztes Gebäude blieb stehen. Die Straße Wilhelminental erhielt 1930 offiziell ihren Namen zugewiesen. Das dortige Gebäude erhielt die Adresse Wilhelminental 36. Bei einem der Luftangriffe auf Flensburg im Jahr 1942 wurde dieses Gebäude offenbar durch Bomben zerstört. Unmittelbar darauf errichtete Heinrich Cederberg dort ein Wohn- und Wirtschaftsgebäude (Koordinate des neuen Wohnhauses). Vom Vorgängerbau übernahm dieser für den Neubau das Schild mit dem Wortlaut „Wilhelminenthal Ao. 1840“. Wilhelminental ist heute stadtbekannt für die Obdachlosen-Unterkunft Wilhelminental, die für Obdachlose mehr als 30 Übernachtungsplätze bietet. | Lage, Südstadt (PLZ 24937)                                       |        |
| Wilhelmstraße wilhelmsgade                     | Benannt nach König Wilhelm I. (1797–1888). | Lage, Jürgensby (PLZ 24937)                                      |        |
| * Wilhelmstraße                                | Unter der Regierung Dönitz erhielt die Kommandeursvilla in Flensburg-Mürwik den Namen Wilhelmstraße. Zu der Villa führt ein Gehweg. Die nicht weit entfernt liegende Mürwiker Straße (siehe dort) trug damals den Namen Kaiser-Wilhelm-Straße (siehe dort), welche nach Kaiser Wilhelm II. benannt wurde. An der Wilhelmstraße in Berlin-Mitte befanden sich bis 1945 das Reichspräsidentenpalais, die Alte Reichskanzlei und die Neue Reichskanzlei. Das letzte Staatsoberhaupt des Deutschen Reichs, Karl Dönitz, bewohnte die Kommandeursvilla im Mai 1945. | Lage, Mürwik                                                     |        |
| Willi-Sander-Platz                             | Der Platz wurde nach Willi Sander (1907–1995), dem Gründer des Selbsthilfe-Bauvereins, benannt. Der Platz entstand um 2010, als große Teile des Wohnquartiers neu gebaut und umgestaltet wurden. In der Nähe des Platzes befindet sich heute der Słupsk-Park (vgl. auch: Nettelbeckplatz). | Lage, Fruerlund (PLZ 24943)                                      |        |
| * Willi-Merkl-Platz                            | Bereich vom ehemaligen Sportplatz des ehemaligen VfB Nordmark beim Stadtteil Sandberg. Benannt wohl nach Willi Merkl. Der ehemalige Reichsbahnsportplatz wurde 1933/34 angelegt und 1935 offiziell eingeweiht. Der 1921 gegründete VfB Nordmark wurde 2014 aufgelöst. Die Stadt Flensburg plant in dem Bereich eine Neubebauung. | Lage, Sandberg                                                   |        |
| Willy-Brandt-Platz                             | Der ursprüngliche Platz wurde 1997 nach dem ehemaligen Bundeskanzler Willy Brandt umbenannt. Willy Brandt war wohl nie in Flensburg. Bundeskanzler, die in Flensburg waren und eine Rede hielten, waren Konrad Adenauer und Helmut Kohl. Gerhard Schröder besuchte die Stadt erst als Ex-Bundeskanzler, zum Besuch der Rum-Regatta. Für weiteres siehe Schiffbrückplatz. | Lage, Flensburger Innenstadt (PLZ 24939)                         |        |
| Windloch                                       | Siehe Windloch (Flensburg) | Lage, Mürwik (PLZ 24943)                                         |        |
| * Wismarer Straße                              | Die Straße existierte offenbar seit den 1960er Jahren im unteren Bereich von Mürwik als Verbindungsweg zwischen Tilsiter Straße und Rostocker Straße. Benannt wurde sie nach der Hansestadt Wismar. Auf aktuellen Karten ist ihr Straßenname nicht mehr zu finden. Sie bestand bis Anfang der 1980er Jahre. Die benachbarten Straßen sind nach den Hansestädten Rostock und Stralsund benannt. — Mit dem Ende des Zweiten Weltkrieges kamen viele Flüchtlinge und Heimatvertriebene nach Flensburg. Die Stadt wuchs. Viele Flensburger Straßennamen erinnern an die alte Heimat von Zugewanderten, diese vermutlich ebenfalls. | Lage, Mürwik                                                     |        |
| Wittenberger Weg Hvidbergvej                   | Der Straße geht offenbar nicht auf die Stadt Lutherstadt Wittenberg zurück, sondern entstammt einer alten volkstümlichen Benennung. Das Wort „witt“ findet man im Niederdeutschen. Es bedeutet „weiß“. Der Name verweist also offenbar auf einen „weißen Berg“. | Lage, Friesischer Berg/Westliche Höhe (PLZ 24941)                |        |
| Wolfgang-Prinz-Park                            | Eine Park-Fläche zwischen der Straße Am Ostseebad und dem dortigen Wasserwerk beziehungsweise dem Ostseebad erhielt 2019 offiziell den Namen „Wolfgang-Prinz-Park“. Ob damit die gesamte Parkfläche am Ostseebad oder nur ein Teil von dieser gemeint war, ist anhand der beschlossenen Unterlagen der Ratsversammlung leider nicht eindeutig nachvollziehbar. Der neue Name könnte eventuell ein Ersatz (beziehungsweise ein Synonym) für die Bezeichnung Ostseebadpark sein oder diese Benennung lediglich ergänzen. — Von 1967 bis 1986 war Wolfgang Prinz der technische Direktor der Stadtwerke Flensburg. Er gilt als Vater der Flensburger Fernwärme. Seiner Vision und seinem Durchsetzungsvermögen ist es zu verdanken, dass heute fast hundert Prozent der Flensburger Haushalte Fernwärme beziehen. | Lage unklar                                                      |        |
| Wotanweg Odinsvej                              | Benannt nach Wotan, einer germanischen Gottheit. Ähnlich benannte, benachbarte Straßen heißen Freyastraße und Sigurdstraße. | Lage, Nordstadt (PLZ 24939)                                      |        |
| Wrangelstraße Wrangelsgade                     | Nach Karl von Wrangel benannt, dessen Statue im Stadtpark steht. Die Straße verlief offenbar ursprünglich noch nach Norden, durch einen Landschaftspark vom Marienhof. | Lage, Westliche Höhe (PLZ 24937)                                 |        |
| * Württembergbrücke                            | Die Straße Auf der Mole hieß früher offiziell Württembergbrücke, nach der Württemberg; siehe dort. | Lage, Mürwik                                                     |        |

Fußnoten
1. 1 2  Flensburger Tageblatt: NS-Euthanasie-Verbrecher in Flensburg: Werner Heyde: Der Arzt ohne Gewissen, vom 1. September 2015; abgerufen am 20. September
2. ↑  Vgl. Dokumentation Der Führer ging – die Nazis blieben – Nachkriegskarrieren in Norddeutschland (Minute 19:32) sowie Der Spiegel: NS-Verbrechen. Euthanasie. Handvoll Asche, vom August 1964, S. 37; abgerufen am 10. Februar 2019
3. ↑  Flensburg, Stadtteil — Engelsby (Memento vom 18. November 2010 im Internet Archive); abgerufen am 18. Februar 2015
4. ↑  Beschlussvorlage RV-47/2010, vom 27. Mai 2010; abgerufen am 30. Oktober 2019
5. ↑  Planinghaus, Architekten BDA, Alte Werft, Flensburg, Konzeptstudie zur Nachnutzung (Memento vom 18. November 2017 im Internet Archive), abgerufen am 28. Februar 2015
6. ↑  Flensburger Tageblatt: Aufwertung der Neustadt: Flensburg verlegt Straße für Einkaufszentrum, vom 20. April 2013; abgerufen am 28. Februar 2015
7. ↑  Flensburger Tageblatt: Stadtteilzentrum Neustadt: Werftstraße sackt im Zeitraffer ab, vom 18. Dezember 2013; abgerufen am 28. Februar 2015
8. ↑  Flensburger Tageblatt: Verkehrschaos: Umbau der Flensburger Werftstraße – Verwirrung total, vom 18. März 2014; abgerufen am 28. Februar 2015
9. ↑  Vgl. Usedom-Genealogie. Die Erklärung des Namens Wiedemann (Memento vom 11. August 2017 im Internet Archive), abgerufen am 15. Januar 2018
10. ↑  Vgl. Dieter Pust: Flensburger Straßennamen. Gesellschaft für Flensburger Stadtgeschichte, Flensburg 2005, ISBN , Artikel: Adelbytoft und Munketoft
11. ↑  Flensburger Tageblatt: Küntscher-Straße wird Schervier-Straße: Kein Platz für Dr. Küntscher, vom 5. November 2012; abgerufen am 1. März 2015
12. ↑  Da am Luftangriff vom 23. September 1942 der Wasserzulauf der Papiermühle verschüttet wurde, könnte es sich um diesen Luftangriff gehandelt haben. Vgl. Broder Schwensen, Dieter Nickel: Flensburg im Luftkrieg 1939–1945. Flensburg 2009, S. 119
13. ↑  Dieter Pust: Flensburger Straßennamen. Gesellschaft für Flensburger Stadtgeschichte, Flensburg 2005, ISBN 3-925856-50-1, Artikel: Wilhelminental und Lilienstraße.
14. ↑  Lutz Wilde: Denkmaltopographie Bundesrepublik Deutschland, Kulturdenkmale in Schleswig-Holstein. Band 2, Flensburg, S. 608
15. ↑  Flensburger Tageblatt: Verschlossene SB-Zonen: Flensburger Banken schließen Obdachlose aus, vom 22. Februar 2017; abgerufen am 13. Januar 2018
16. ↑  Wolfgang Börnsen und Leve Börnsen: Vom Niedergang zum Neuanfang. Kiel/Hamburg 2015, Seite 46
17. ↑  Gerhard Nowc: Heimat mit Ententeich – ein Zuhause für tausende Flüchtlinge. In: Flensburger Tageblatt, 1. April 2010; abgerufen am 6. März 2015
18. ↑  Flensburger Tageblatt: VfB kämpft um seine Heimat, vom 11. Februar 2013, abgerufen am 21. Februar 2015 sowie VfB Nordmark will unbedingt spielen, vom 16. Februar 2013; abgerufen am 10. Juni 2020
19. ↑  Europlan. Willi-Merkl-Platz - Flensburg, abgerufen am 26. Oktober 2019
20. ↑  IHR Sanierungsträger Flensburger Gesellschaft für Stadterneuerung mbH: Flensburg. Südstadt Bahnhofsumfeld. Vorbereitende Untersuchungen nach §141 BauGB (Memento vom 4. März 2016 im Internet Archive), Seite 50; abgerufen am 18. Januar 2018
21. ↑  Flensburger Tageblatt: VfB Nordmark: Das traurige Ende eines Traditionsvereins, vom 26. Juni 2014; abgerufen am 18. Januar 2018
22. ↑  Lost Grounds. Willi-Merkl-Platz – Vom Sterben des VfB Nordmark Flensburg (Memento vom 10. Juni 2020 im Internet Archive), abgerufen am 10. Juni 2020
23. ↑  Flensburger Tageblatt: Abriss: VfB Nordmark ist Vergangenheit, vom 12. September 2016; abgerufen am 18. Januar 2018
24. ↑  Gesellschaft für Flensburger Stadtgeschichte (Hrsg.): Flensburg in Geschichte und Gegenwart. Flensburg 1972, Seite 411.
25. ↑  Flensburger Tageblatt: Hafenfest in Flensburg: Guter Wind und kalte Füße: Das war die 36. Rum-Regatta, vom 18. Mai 2015; abgerufen am 20. Mai 2015
26. ↑  Innere Flensburger Förde. Straßenplan mit Wanderwegen, Reco-Kartographie, offensichtlich aus den 1970er Jahren
27. ↑  Straßenverzeichnis der Stadt Flensburg (Stand September 2019)
28. ↑  Wolfgang Lindow: Plattdeutsch-hochdeutsches Wörterbuch. 5. Auflage. 1998, Eintrag: witt
29. ↑  SSW-Fraktion macht Vorschlag zur Ehrung des Fernwärme-Pioniers, abgerufen am 10. November 2019
30. ↑  Beschlussvorlage. RV-102/2019, vom 6. August 2019; abgerufen am 10. November 2019
31. ↑  Die Annahme des Ratsbeschlusses wurde in folgendem Artikel erwähnt: Flensburger Tageblatt: Flensburg: Christiansens-Gärten – Wie der Museumsberg attraktiver werden soll, vom 28. August 2019; abgerufen am 10. November 2019
32. ↑  Flensburger Tageblatt: Wo die Straßen wie Götter heißen, vom 2. Juli 2011, abgerufen am 18. Februar 2015
33. ↑  Flensburger Tageblatt: Wohnen fünf Meter über den Wellen, vom 27. Juni 2013; abgerufen am 31. Mai 2015
34. ↑  Satzung der Stadt Flensburg über den vorhabenbezogenen Bebauungsplan "Sonwik - Alter Marinestützpunkt Mürwik" (VEP Nr. 12) (Memento vom 8. Dezember 2015 im Internet Archive), vom 14. Juni 2002; abgerufen am 5. Dezember 2015